# 斯韋爾滕峰
62°41′30″S 60°21′20″W / 62.69167°S 60.35556°W

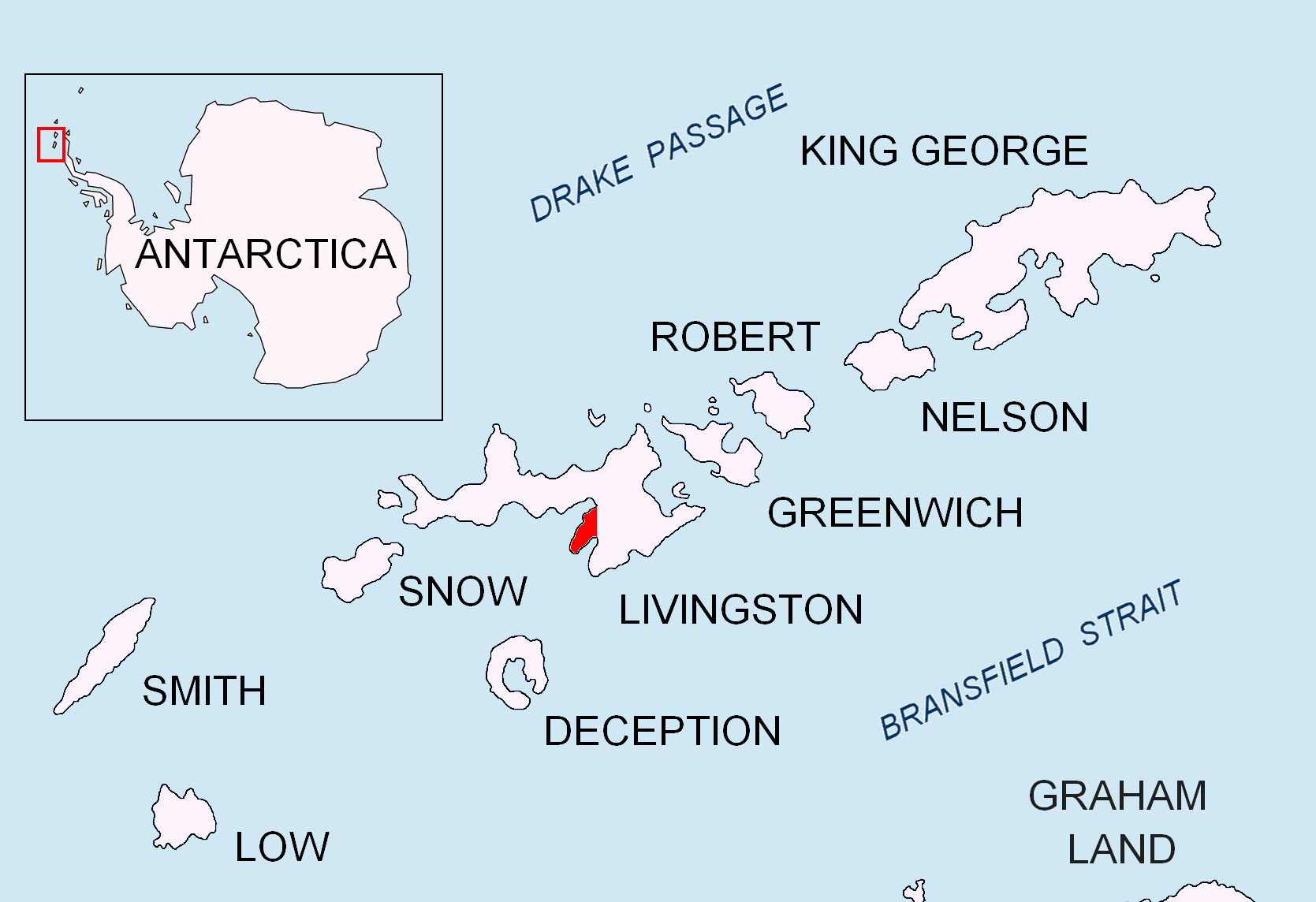

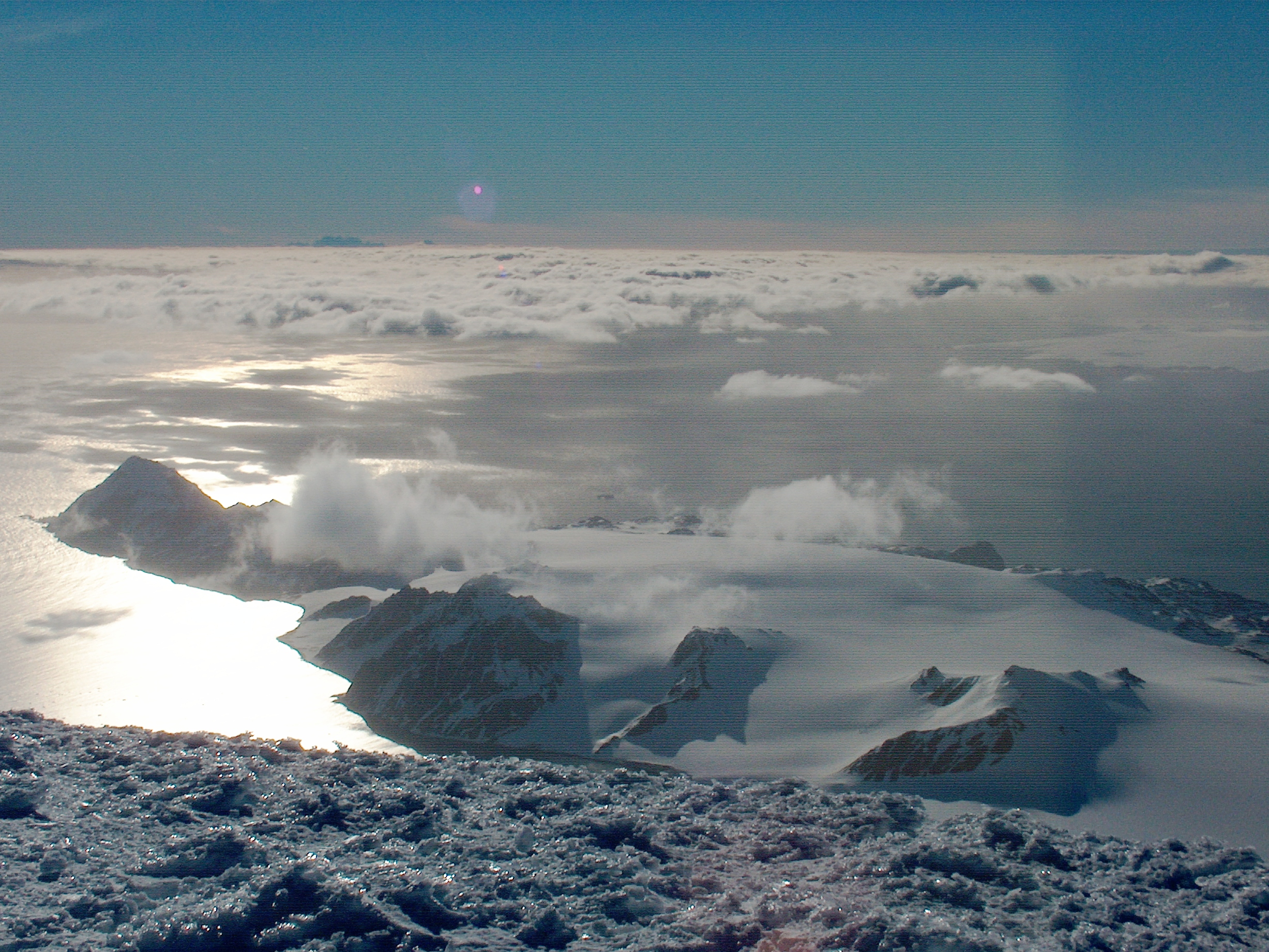

斯韋爾滕峰（Svelten Peak），是南極洲的山峰，位於南設得蘭群島的利文斯頓島，處於皮拉米德峰東南面0.43公里、穆爾斯峰西南面0.67公里、卡內蒂峰西北面4.01公里、麥格雷戈爾峰東北面2.17公里和卡斯特爾維峰以東1.57公里的赫德半島，海拔高度300米，現時由南極條約體系管理。